# Teleopsis sexguttata
Teleopsis sexguttata är en tvåvingeart som beskrevs av Enrico Adelelmo Brunetti 1928. Teleopsis sexguttata ingår i släktet Teleopsis och familjen Diopsidae.
Artens utbredningsområde är Thailand. Inga underarter finns listade i Catalogue of Life.